# 大中山
大中山（おおなかやま）は、北海道亀田郡七飯町の地名。大中山1丁目から8丁目及び字大中山が置かれている。郵便番号は、041-1121。
また、大中山地区と呼称する場合には、大川、中野、中島、豊田も含むことが多い。

## 地理
亀田郡七飯町南東部に位置する。函館新道をまたいで字大中山が置かれている。北で鳴川・鳴川町及び桜町、東から南にかけて大川、南西の一点で中野、西で中島と、北西の一点で緑町と接する。国道5号沿いには、小中学校を含む住宅地が見られるが、徐々に函館新道側に向かっていくと、遠くに函館市街を望める農地と果樹園が広がっている。また、大中山は函館市のベッドタウンとなっており、近年人口が急増している。函館市から車で約15-20分、函館駅から普通列車で約15分、札幌市から車で約4時間10分（道央自動車道、国道5号経由）ほどの位置にある。

## 地名の由来
名は、村内を流れる大川から村名に採用された大川村と、1858年（安政5年）当時の箱館奉行所の開拓係・中島辰三郎の名字から採用された中島村の2村が合併の折、村名を大中山村としたことに由来する。

## 歴史
大中山村時代
- 1575年（天正3年） - 三嶋神社が勧請される。このころには和人が定住したものと考えられる。
- 1881年（明治14年） - 大中山村立大中学校が設立、開校。
- 1885年（明治18年） - 七飯村の戸長役場に編入、現在の七飯町の行政区域となる。
- 1902年（明治35年） - 大中山村をはじめとした6つの村（七飯村、藤城村、軍川村、峠下村、鶴野村）が合併。二級町村制、亀田郡七飯村となり、大中山村は七飯村の字となる。

七飯村、七飯町時代
- 1947年（昭和22年） - 大中山中学校が設立、開校。
- 1951年（昭和26年） - 大中学校が大中山小学校に改称。
- 1957年（昭和32年） - 七飯村が町制施行し、七飯町の字となる。

## 交通
- JR北海道函館本線 - 大中山駅
- 国道5号（赤松街道）
- 函館新道
- 北海道道969号大野大中山線[※ 1]

## 施設
- 七飯町役場大中山出張所
- 七飯町立大中山小学校
- 七飯町立大中山中学校
- 七飯町立大中山保育所
- 七飯総合公園（通称:あかまつ公園）

## 注記
1. ↑  北海道道969号大野大中山線は、実際は大中山を通らない。